# Лейк-Сарасота (Флорида)
Лейк-Сарасота (англ. Lake Sarasota) — переписна місцевість (CDP) в США, в окрузі Сарасота штату Флорида. Населення — 3979 осіб (2020).

## Географія
Лейк-Сарасота розташований за координатами 27°17′25″ пн. ш. 82°26′15″ зх. д. / 27.29028° пн. ш. 82.43750° зх. д. (27.290213, -82.437403).  За даними Бюро перепису населення США в 2010 році переписна місцевість мала площу 3,61 км², з яких 3,51 км² — суходіл та 0,10 км² — водойми.

## Демографія
Згідно з переписом 2010 року, у переписній місцевості мешкало 4679 осіб у 1703 домогосподарствах у складі 1301 родини. Густота населення становила 1297 осіб/км².  Було 1820 помешкань (505/км²).
Расовий склад населення:
| - 91,5 % — білих - 2,5 % — чорних або афроамериканців - 1,5 % — азіатів - 0,3 % — вихідців з тихоокеанських островів - 0,1 % — корінних американців - 2,1 % — осіб інших рас |

До двох чи більше рас належало 2,0 %. Частка іспаномовних становила 9,7 % від усіх жителів.
За віковим діапазоном населення розподілялося таким чином: 24,9 % — особи молодші 18 років, 65,5 % — особи у віці 18—64 років, 9,6 % — особи у віці 65 років та старші. Медіана віку мешканця становила 38,3 року. На 100 осіб жіночої статі у переписній місцевості припадало 98,0 чоловіків;  на 100 жінок у віці від 18 років та старших — 93,3 чоловіків також старших 18 років.
Середній дохід на одне домашнє господарство  становив 79 205 доларів США (медіана — 63 641), а середній дохід на одну сім'ю — 89 562 долари (медіана — 74 714). Медіана доходів становила 46 611 долар для чоловіків та 38 661 долар для жінок. За межею бідності перебувало 4,4 % осіб, у тому числі 4,0 % дітей у віці до 18 років та 4,4 % осіб у віці 65 років та старших.
Цивільне працевлаштоване населення становило 2517 осіб. Основні галузі зайнятості: освіта, охорона здоров'я та соціальна допомога — 22,2 %, роздрібна торгівля — 16,7 %, науковці, спеціалісти, менеджери — 13,2 %, мистецтво, розваги та відпочинок — 12,4 %.